# Команда «Спайк»
Команда «Спайк» (англ. Spike Team) — итальянский анимационный сериал созданный Андреа Лучетта о шести начинающих волейболистках и их тренере. Выпущен Rai Fiction (англ.), Lucky Dreams и Graphilm (итал.).
Первый сезон транслировался с ноября 2010 до мая 2011, в то время как второй сезон с 17 до 29 июля 2014 года. Третий сезон находится в производстве.
Специальный 40-минутный эпизод, Мечта Брента, был представлен в сентябре 2012 года во время параолимпийских игр. Позже его транслировали по ТВ в Италии, начиная с 1 декабря 2013 года.

## Производство и выпуск
У Андреа Лучетта появляется идея создать анимационный сериал в 1992—1993, но проект воплощается только в рамках Cartoons on the Bay 1996. После нескольких лет работы, на Cartoons on the Bay в 2007 году выходит первый трейлер под названием «Spike Girls». Главные персонажи, Джо, Сью, Вики, Патти, Анна Мария и Бетти, учатся в пятом классе и им по 11 лет; однако, год спустя, дизайн персонажей изменился и возраст подняли до 16-17 лет, чтобы приблизиться к более широкой возрастной группе.
Первый сезон, транслировался на телеканале Rai 2 каждое воскресенье с 21 ноября 2010 года до 22 мая 2011 года. До выхода в эфир, показали двадцать рекламных роликов, в которых Андреа Лучетта представляет Лаки, команду «Спайк» и рассказывает интересные факты.
Производство второго сезона, под названием «В поисках настоящей дружбы», начинается в мае-июне 2011 года. Становится доступен в сентябре 2012 спец. эпизод «Мечта Брента», также был анонсирован второй сезон, позже первые шесть эпизодов выходят в Польше с 30 июля по 4 августа 2013, в то время как остальные с 19 октября; также сериал начинает выходить в Каталонии с 21 сентября 2013 года. 17 июля выходит первый эпизод второго сезона в Италии на телеканале Rai Gulp. Каждый день на канале показывают по два эпизода.
Третий сезон находится в производстве.

## Сюжет

### 1 сезон
Мадам «А», бизнес-леди, практически полностью контролирует город Эвертон. В нём нет места спорту и природе, за исключением одного места — колледжа Спайкерфильд. Мадам «А» хочет завладеть территорией и сравнять колледж с землёй. После нескольких неудачных попыток, она решает убить Армонда Алеа, владельца колледжа. Однако Армонд выжил и прячется. Он также оставил «завещание», в котором сказано, что тот, кто выиграет в женском волейбольном турнире Армонда Алеи, получит во владение территорию колледжа. Мадам «А» покупает команду и тренера для неё и уверена, что её команда выиграет в турнире. Однако Лютор (помощник Армонда) уговаривает своего старого друга, Лаки, обучить Бетти, Патти, Вики, Сюзанну, Анну-Марию и Джо (позже присоединившуюся к остальным пяти) игре в волейбол. Позже им удаётся принять участие в турнире, однако они проиграли в финале. Благодаря тому, что Армонд Алеа выходит из тени и разоблачает мадам «А», её арестовывают, а колледж остаётся во владении своих хозяев.

### 2 сезон:В поисках настоящей дружбы
Из музея в колледже Спайкерфильд был украден медальон с драгоценным камнями. Армонд Алеа узнаёт, что если поместить медальон в Олимпийскую чашу, то можно получить огромную власть. В поисках Олимпийской чаши, команда «Спайк» и Лаки отправляются в Англию, где они участвуют в турнире, организованном в колледже Брайдстар. Спайк получит возможность вновь сразиться с командой «Розочки», которой они проиграли в Турнире Алеи.

## Персонажи

### Главные герои

Джо, Патти, Бетти, Анна Мария, Сюзанна, Вики и Лаки

Джоанна «Джо» Робертсон — Харизматичный и энергичный персонаж, никогда не сдаётся и, не колеблясь, охотно помогает другим. После смерти родителей Эрика и Изабель Арриага, она выросла в гетто Эвертона с бабушкой Риной, братьями Джулио и Рамоном. Влюблена в Карлоса. Её любимый цвет — красный. Её знак зодиака - Лев.
- Виктория «Вики» Силвестри — Дисциплинированная, аккуратная и послушная. В колледже живёт в одной комнате с Сюзанной. Её мать — Николь Сандерс — теннисист, в то время как отец Джеймс — бывший чемпион по верховой езде. Влюблена в Фила. Её любимый цвет — фиолетовый. Её знак зодиака — Козерог.
- Элизабет «Бетти» Монро — Любит книги, стихи и комиксы. Живёт с родителями, Натаном, главным пожарным, и Гвен, тихой ирландской женщиной и с братом Адамом, который учится в полицейской академии. Она мечтает стать писательницей. Влюблена в Марка. Её любимый цвет — зелёный. Её знак зодиака — Рыбы.
- Патриция «Патти» Тан Денвер — Старательная, всегда в ногу с новейшими технологиями и обладает большой силой воли; не любит ошибаться и в прошлом она уже играла немного в волейбол. Родилась и выросла в Сингапуре. Мать девочки умерла, когда Патти было семь лет. Отец — Чарльз Фитцпатрик Денвер, дипломат Организации Объединённых Наций. Её любимый цвет — синий. Влюблена в Брэнта. Её знак зодиака — Дева.
- Сюзанна Бренфорд — Ленивая, и немного растяпа, всегда веселая и позитивная. Любит есть, спать, играть в видеоигры и смотреть телевизор. Живёт с родителями, Кевином и Лаурой Картер, и сестрёнкой Мартой. Её любимый цвет — оранжевый. Её знак зодиака — Скорпион.
- Анна Мария Левит — Изысканная. Отец Роджер богатый бизнесмен, а мать — Стелла Ардакис. У неё два старших брата, Хью и Стивен, которые работают на отцовских предприятиях. Имеет золотое сердце и всегда видит лучшую сторону всего, что её окружает. Мечтает стать стилистом. Её любимый цвет - розовый. Влюблена в Джулио. Её знак зодиака — Близнецы.
- Лаки — тренер, бывший чемпион по волейболу. Решительный, щедрый и ироничный; уверен в ценности спорта и не терпит грязную игру. Влюблён в Грейс. Его знак зодиака — Стрелец.

### Другие герои
- Джулио Робертсон — Брат Джо. Он бросил школу, любит баскетбол и мотоциклы: его мечта — пробиться в мир гонок. Он влюблён в Анну Марию.
- Карлос Монтеро — живёт со своей матерью, Франсиской Грасиа. Он проводит много времени в гетто с его лучшим другом Джулио и любит скейтборды. Он работает на автомойке, чтобы заработать деньги, чтобы вылечить его мать. Он влюблён в Джо.
- Марк — живёт в верхней части города Эвертона, хотя он провёл большую часть своей жизни на корабле его родителей. Он любит поэзию и очень популярен среди девушек.
- Филипп «Фил» Бергер — смешной и ироничный, обладает хорошим музыкальным слухом. Он влюблён в Викторию и его сестра Надя живёт в Тель-Авиве.
- Джастин Кларк — лидер банды хулиганов, влюблён в Ириню. У него есть сестра, Кейт, которая играет в команде «Розочки».
- Ирина Скинер — капитан «Розочек», не любит нечестную игру. Она встречается с Джастином.
- Армонд Алеа — владелец колледжа «Спайкерфильд», он археолог и исследователь древних спортивных памятных вещей.
- Лютор — охранник спортивных сооружений колледжа «Спайкерфильд».
- Грейс Лотон — профессор в колледже «Спайкерфильд»
- Вито — владелец ресторана Vito’s, находящегося у моря.
- Амалия Грапхол «Мадам А» — главный антагонист 1 сезона, также появляется в конце 2 сезона.
- «Мэтч» — тренер команды «Розочки».

### Озвучивание
Озвучивание делали Dea 5 srl для первого сезона и для второго — Edimedia srl. Директор озвучивания Джулиано Санти, его помощник — Ева Кавакиоччи. Вступительная заставка написана Джованни Сера и Анджело Поджи и исполнена Дженни Би.
| Персонаж                    | Актёр                                                          |
| --------------------------- | -------------------------------------------------------------- |
| Джоанна «Джо» Робертсон     | Перла Либератори                                               |
| Виктория «Вики» Силвестри   | Гайя Болоньези                                                 |
| Элизабет «Бетти» Монрое     | Ева Падоан                                                     |
| Патриция «Патти» Тан Денвер | Джемма Донати                                                  |
| Сюзанна Брендфорд           | Летиция Чиампа                                                 |
| Анна Мария Левит            | Лаура Ленги                                                    |
| Лаки                        | Андреа Лучетта                                                 |
| Джулио Робертсон            | Даниель Раффаэли                                               |
| Карлос Монтеро              | Алессандро Ванни                                               |
| Марк                        | Габриэль Лопес                                                 |
| Филипп «Фил» Бергер         | Симон Велтрони                                                 |
| Брент Винтерс               | Флавио Акваилон Алессио Де Филиппс (ep. 2x02)                  |
| Армонд Алеа                 | Саверио Индрио                                                 |
| Лютор                       | Витторио Ди Прима (первый сезон) Паоло Ломбарди (второй сезон) |
| Грейс Лотон                 | Моника Бертолотти                                              |
| Амалия Грапхолл «Мадам А»   | Эмануэла Барони Домитилла Д'Амико (третий сезон)               |
| Вито Ревелли                | Ахиллес Д’Аниэлло                                              |
| Перейра                     | Оливьеро Динелли                                               |
| Пинкет                      | Массимо Милаззо                                                |
| Нонна Рино Робертсон        | Дориана Чиериси                                                |
| Рамон Робертсон             | Барбара Питотти Эмануэла Дамасио (ep. 1x16)                    |
| Джеймс                      | Гайетано Варкасиа                                              |
| Сэм                         | Марко Барони                                                   |
| Хрониста                    | Дан Петерсон                                                   |
| Джастин Кларк               | Мирко Маццанти (первый сезон) ? (второй сезон)                 |
| Ирина Скинер                | Барбара Питотти                                                |
| Джуси Версаке               | Моника Вулкано                                                 |
| Дэйв Купер                  | Фабрицио Пиккони                                               |
| Падре ди Брент              | Алессандро Будрони                                             |
| Мадре ди Брент              | Барбара Вилла                                                  |
| Шерард Колдвотер            | Джиулиано Санти                                                |
| Присцила Грей               | Гилберта Криспино                                              |
| Лаура Картер                | Лаура Николо                                                   |

## Эпизоды

### Первый сезон (2010—2011)
| #  | Русское название               | Дата транслирования в Италии (Rai 2) |
| -- | ------------------------------ | ------------------------------------ |
| 1  | «Длинные руки Мадам»           | ноябрь 21, 2010                      |
| 2  | «Невозможная задача»           | ноябрь 28, 2010                      |
| 3  | «Начать с нуля»                | декабрь 5, 2010                      |
| 4  | «Шесть пальцев на руке»        | декабрь 12, 2010                     |
| 5  | «Цена жертвы»                  | декабрь 19, 2010                     |
| 6  | «Обязанность или удовольствие» | январь 2, 2011                       |
| 7  | «Нечестная игра»               | январь 9, 2011                       |
| 8  | «Грязная ловушка»              | январь 16, 2011                      |
| 9  | «Триумф Мадам»                 | январь 23, 2011                      |
| 10 | «В поисках выхода»             | январь 30, 2011                      |
| 11 | «Выбор»                        | февраль 6, 2011                      |
| 12 | «Капитан»                      | февраль 13, 2011                     |
| 13 | «Факел-призрак»                | февраль 20, 2011                     |
| 14 | «Объятия акулы»                | февраль 27, 2011                     |
| 15 | «Музыка и истории»             | март 6, 2011                         |
| 16 | «Спасение колледжа»            | март 13, 2011                        |
| 17 | «Ужасная дилемма»              | март 20, 2011                        |
| 18 | «Фронтальная атака»            | март 27, 2011                        |
| 19 | «Доверься своему врагу»        | апрель 3, 2011                       |
| 20 | «Фиеста»                       | апрель 10, 2011                      |
| 21 | «Подкупленные судьи»           | апрель 17, 2011                      |
| 22 | «Возвращение»                  | апрель 24, 2011                      |
| 23 | «Сила тигрицы»                 | май 1, 2011                          |
| 24 | «Признание команды»            | май 8, 2011                          |
| 25 | «Расчёт с прошлым»             | май 15, 2011                         |
| 26 | «Вкус победы»                  | май 22, 2011                         |

### Второй сезон (2014)
| #  | Русское название           | Дата транслирования в Италии (Rai Gulp) |
| -- | -------------------------- | --------------------------------------- |
| 1  | «Новые начинания»          | июль 17, 2014                           |
| 2  | «В ловушке»                | июль 17, 2014                           |
| 3  | «Олимпийская чаша»         | июль 18, 2014                           |
| 4  | «Лагерь команды „Спайк“»   | июль 18, 2014                           |
| 5  | «Командный дух»            | июль 19, 2014                           |
| 6  | «Виртуальная любовь»       | июль 19, 2014                           |
| 7  | «Гордость и предубеждения» | июль 20, 2014                           |
| 8  | «Победа над французами»    | июль 20, 2014                           |
| 9  | «Секрет факела»            | июль 21, 2014                           |
| 10 | «Жизнь в колледже»         | июль 21, 2014                           |
| 11 | «Шпион среди нас»          | июль 22, 2014                           |
| 12 | «Знаки из прошлого»        | июль 22, 2014                           |
| 13 | «Компас викингов»          | июль 23, 2014                           |
| 14 | «Любовь и потери»          | июль 23, 2014                           |
| 15 | «Напряжённость»            | июль 24, 2014                           |
| 16 | «Уехать или остаться»      | июль 24, 2014                           |
| 17 | «„Железный человек“»       | июль 25, 2014                           |
| 18 | «История Брента»           | июль 25, 2014                           |
| 19 | «Одна команда»             | июль 26, 2014                           |
| 20 | «Двойная игра»             | июль 26, 2014                           |
| 21 | «Подъём, вращение, удар!»  | июль 27, 2014                           |
| 22 | «Предательство»            | июль 27, 2014                           |
| 23 | «Корлеон»                  | июль 28, 2014                           |
| 24 | «12 рыцарей и король»      | июль 28, 2014                           |
| 25 | «Во дворце короля Артура»  | июль 29, 2014                           |
| 26 | «Играть и побеждать»       | июль 29, 2014                           |

## Телевизионное вещание
Мультсериал Команда «Спайк» транслировался компанией Foothill Entertainment в англоязычных странах,, Rose Entertainment в Северной Америки, каналом «Мультимания» в России и СНГ и Ypsilon Entertainment в испаноязычных странах.
| Страна     | Телеканал(ы)       |
| ---------- | ------------------ |
| Италия     | Rai 2, Rai Gulp    |
| Бразилия   | Gloob              |
| Франция    | Gulli              |
| Израиль    | Noga               |
| Польша     | Teletoon +         |
| Португалия | Canal Panda, Biggs |
| Турция     | D-Smart Cocuk      |
| Венгрия    | Megamax            |
| СНГ        | Mutlimania         |
| Каталония  | Super3             |
| Таиланд    | TrueVisions        |

## Книги
В Италии в 2011 вышли четыре книги и дневник Команда «Спайк», написанные Фабрицио Ло Бианко и отредактированные Фаббри Эдитори. Книги были проданы в 2012 в Бразилии издательством Эдитора Фундаменто.
- Lo Bianco, Fabrizio. Spike Team - Il grande sogno (неопр.). — Fabbri Editori[англ.], 2011. — С. 192. — ISBN 978-88-451-6220-6.

Книга состоит из шести историй, в которых игроки команды «Спайк» являются главными героями. Виктория должна попытаться смириться с разладом Сюзанны; Джо смотрит с ненавистью на хулиганов, которые раздражают маленького брата, Рамона; Анна Мария, разочарована, потому что Марк выбрал Бетти, оказывается, благодаря Джулио; Пэтти день заменяет Джо в салоне красоты, чтобы показать ей, что она лучше; Бетти, задремала на пляже, она мечтает стать детективом; Сюзанна портит праздник Альфа-общества.
- Lo Bianco, Fabrizio. Spike Team - La partita del secolo (неопр.). — Fabbri Editori[англ.], 2011. — С. 192. — ISBN 978-88-451-6219-0.

В центре для детей с трудностями «Вилла Рашкин», вероятно, закроется из-за долгов, если в течение недели ипотека не будет погашена, Мадам «А» обретёт земли, чтобы построить торговый центр. Команда «Спайк» решили играть в Турнире Алеа, в благотворительном матче для сбора средств. Несмотря на усилия, однако, денег не хватило, но супруги Сазерленд, старые друзья леди Рашкин, решают помочь, и, хотя Мадам «А» ищёт способы помешать Лаки отнести деньги в банк до того, как он закроется, тренер из Spike Team делает банковский перевод, сохранив приют.
- Lo Bianco, Fabrizio. Spike Team - Il nostro diario (неопр.). — Fabbri Editori[англ.], 2011. — С. 128. — ISBN 978-88-451-6221-3.

Содержит историю и описание основных персонажей, с играми и интересными фактами.
- Lo Bianco, Fabrizio. Spike Team - Fuori campo (неопр.). — Fabbri Editori[англ.], 2011. — С. 192. — ISBN 978-88-451-6444-6.

Книга состоит из шести историй, в которых игроки команды «Спайк» являются главными героями. Виктория решила больше не принимать участия в гонках на лошадях; Джо заменяет Джулио; Анна-Мария получает прослушивание в «Мода и Сплетни»; Патти, по случаю её дня рождения, встречается с отцом; Бет находит мужество, чтобы поцеловать Марка; Сюзанна понесла катастрофические последствия после встречи в «Фаст-Бургер».
- Lo Bianco, Fabrizio. Spike Team - Sabbia rovente (неопр.). — Fabbri Editori[англ.], 2011. — С. 192. — ISBN 978-88-451-6445-3.

Во время перерыва перед Турниром Алеи, Джастин вызывает команду «Спайк» сыграть в волейбол против него и его друзей, команды «Розочки». Несмотря на грязную игру последних, команда «Спайк» выигрывает.